# Torre del Campo
Torre del Campo – gmina w Hiszpanii, w prowincji Jaén, w Andaluzji, o powierzchni 182,08 km². W 2011 roku gmina liczyła 14 690 mieszkańców.